# Anthophora padiola
Anthophora padiola là một loài Hymenoptera trong họ Apidae. Loài này được Vachal mô tả khoa học năm 1909.